# Spli'ski akvarel
Splitski akvarel, uz Malu Floramye, najpoznatija i najizvođenija opereta hrvatskog skladatelja Ive Tijardovića. Premijerno je izvedena u Splitu 5. ožujka 1928.
Radnja djela u tri čina prati dva para: Tončija koji želi vjenčati Maricu, ali njen otac to ne odobrava iz financijskih razloga te Lešandra i Perinu. Osim u splitskom Velom Varošu, radnja se odvija i u jednom bosanskom mjestu u kojem Splićani traže savjete od tzv. liječnika Salka. Glazbeni brojevi iz djela kao što su "Kućo mala" i "Tonči moj dragi Tonči" postali su dio šire kulture prekoračivši kazališne granice.